# Hansaplatz (Köln)
Hansaplatz ist der Name eines Parks an der südöstlichen Seite des Hansaringes in der Kölner Altstadt-Nord, der durch einen 113 Meter langen Rest der mittelalterlichen Stadtmauer und der Gereonsmühle begrenzt wird.

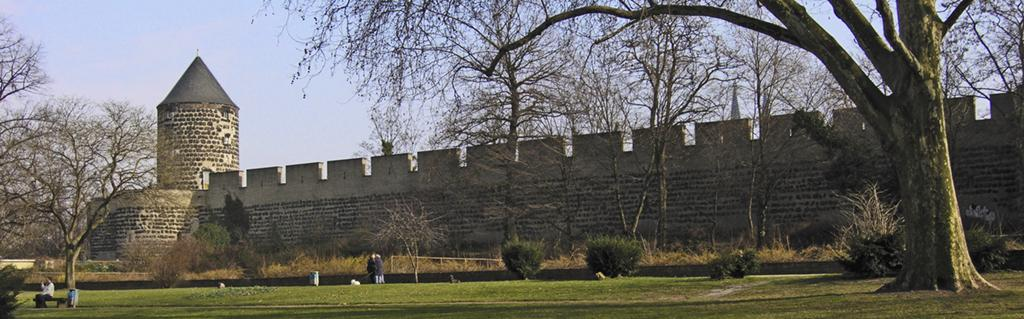
Hansaplatz – Stadtmauer am Hansaring (März 2005)

## Entstehungsgeschichte

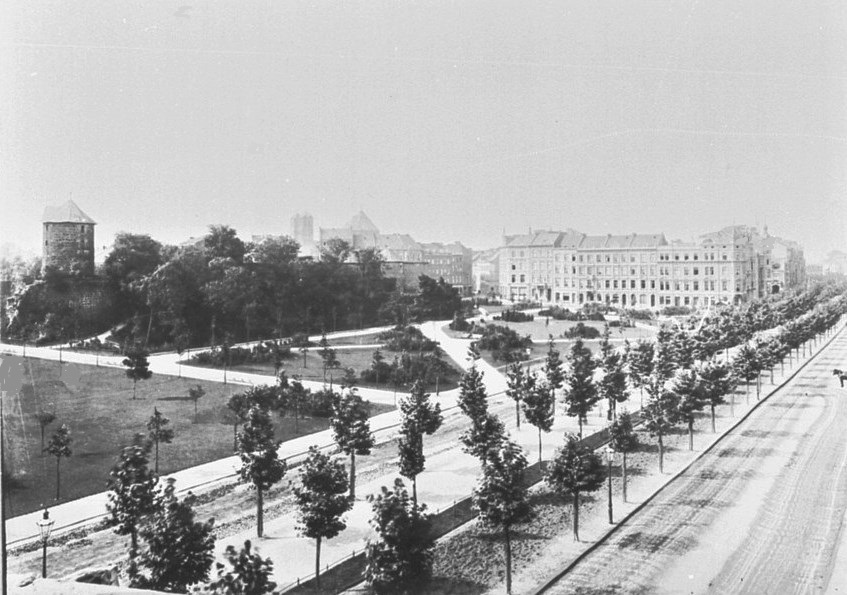
Hansaplatz – um 1886

Wie die Kölner Ringe, so ist auch der Hansaplatz auf der durch die Sprengung der Stadtmauer entstandenen Freifläche angelegt worden. Die Mauerreste wurden als Blickpunkt bewusst auf den großen Plätzen am Ring mit eingeplant (Chlodwigplatz, Rudolfplatz, Hansaplatz, Ebertplatz). Aber nicht nur die Stadtmauer wurde größtenteils niedergelegt. Bis 1886 stand an dieser Stelle stadtseitig hinter der Stadtmauer der „Hof Reuschenberg“, benannt nach dem Adelsgeschlecht Reuschenberg. Der erstmals 1395 belegte Hof wurde später aufgrund eines am Herrenhaus befestigten Geweihs auch „zum Hirsch“ oder „zum Hirschenkümpchen“ genannt. Dies war wohl die Grundlage für den späteren Straßennamen Am Kümpchenshof.
Stadtbaumeister Joseph Stübben hatte bei der Konkretisierung seines Projektes „Kölner Neustadt“ den Hansaplatz bereits als Grünanlage vorgesehen. Adolf Kowallek übernahm die gärtnerische Gestaltung des Hansaplatzes wie auch die vom Deutschen Ring und Sachsenring. Die Grünanlage entstand zwischen 1896 und 1900, hatte eine ursprüngliche Größe von 1,18 Hektar und ist heute 1,02 Hektar groß. Die Schmuckanlagen an der Gereonsmühle hatten eine ursprüngliche Größe von 16.100 m². Der Hansaplatz erhielt seinen Namen vom unmittelbar angrenzenden und am 4. Mai 1882 benannten Hansaring, einer Allee-Straße, auf deren Mittelstreifen sich drei Reihen Platanen sowie Fuß- und Reitweg befanden.
Am 29. Juni 2017 wurde durch die Kölner Bezirksvertretung 1 beschlossen, die Parkanlage Hansaplatz denkmalgerecht aufzuwerten.

## Bauwerke am Hansaplatz

Hansaplatz – Kunstgewerbemuseum und Schnütgen-Museum, rechts der Hansaplatz (um 1910)

Auf Initiative Stübbens reservierte die Stadt im März 1899 ein Grundstück für einen Neubau vor der zur Stadtmauer gehörenden Gereonsmühle, um dort das neue Kunstgewerbemuseum zu errichten. Dazu erhielt die Stadt vom Textilfabrikanten Otto Gustav Andreae am 24. Dezember 1895 eine Spende von 400.000 Mark „für den Bau eines Kunstgewerbe-Museums, würdig der Stadt und ihrer Sammlungen“. Im Februar 1896 entschied sich die Stadtverordnetenversammlung für das Grundstück am Hansaplatz, im September 1896 erhielt Franz Brantzky den Bauauftrag.
Am Nordende des Platzes entstanden das Kunstgewerbemuseum in Hansaring 32 (Eröffnung am 2. Mai 1900) und das Museum Schnütgen als Anbau in Nr. 32a, dessen Grundsteinlegung am 4. November 1908 und dessen Einweihung am 26. Oktober 1910 stattfand. Die private ostasiatische Kunstsammlung des Adolf Fischer (1856–1914) wurde zunächst im Anbau des Kunstgewerbemuseums am Hansaplatz untergebracht, bis sie im Jahre 1913 im eigenen Museum für Ostasiatische Kunst (Adolf-Fischer-Straße (früher Bremer Straße) / Gereonswall) unterkam. Nach der Grundsteinlegung am 24. Januar 1911 konnte das Gebäude am 25. Oktober 1913 eröffnet werden. Die 900 Exponate umfassende Sammlung wurde vor den Kriegszerstörungen von 1944 gerettet und erst am 2. Dezember 1977 im heutigen Museum für Ostasiatische Kunst wieder zugänglich gemacht. Alle Museumsbauten am Hansaplatz wurden von Franz Brantzky entworfen. In Köln war damit am Hansaplatz ein eindrucksvoller Museumsschwerpunkt entstanden. Die Museen wurden im April 1944 bei Bombenangriffen zerstört.

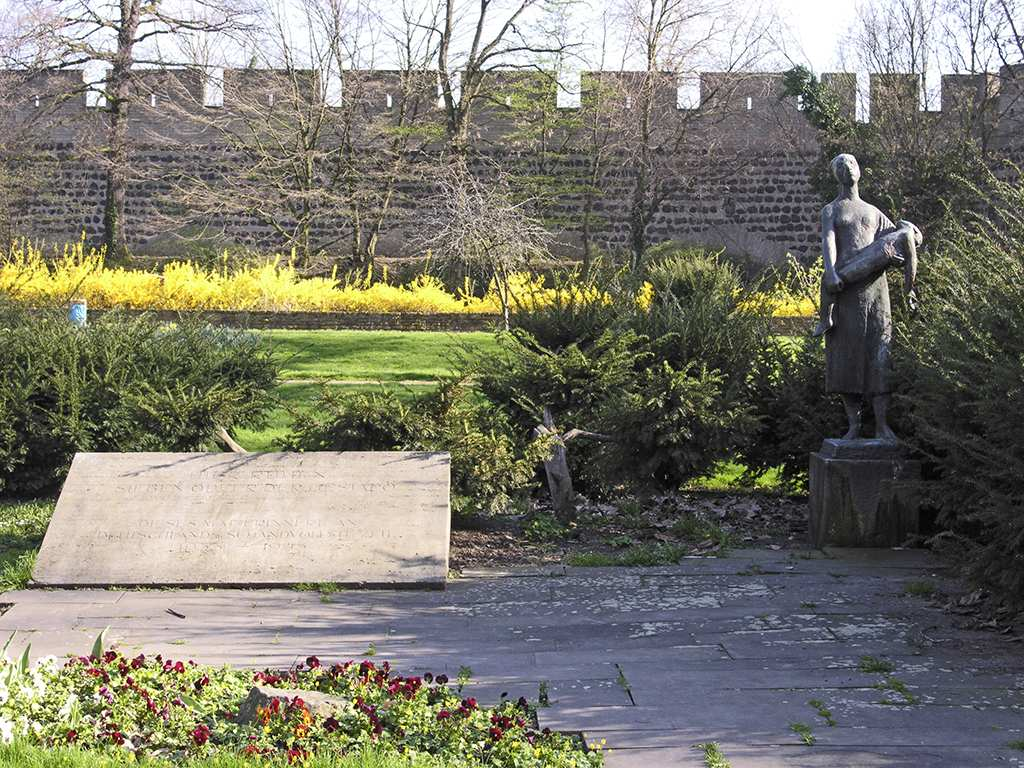
Hansaplatz – Steintafel von 1951 Denkmal – „Frau mit dem toten Kind“ von 1959

Zwischen 1933 und 1945 hieß der Hansaplatz „Spangenbergplatz“, weil hier der SA-Mann Walter Spangenberg am 24. Februar 1933 gegen 23:30 Uhr von Kommunisten „im Kampf um die nationale Erhebung“ erschossen wurde. Aufgrund eines Stadtbeschlusses vom 21. April 1945 erhielt der Platz wieder seinen alten Namen.
Am 25. Mai 1945 konnten auf dem Gelände des Klingelpütz sieben Leichen (Zwangsarbeiter) geborgen werden, die die Gestapo dort verscharrt hatte. Eine 1951 eingeweihte Gedenktafel im Hansapark erinnert hieran, ist Kölns älteste Gedenkstätte für die Opfer des Nationalsozialismus und blieb seit 1945 für viele Jahre der traditionelle Ort von Gedenkfeiern zum 8. Mai 1945. Die Gedenktafel („Hier ruhen sieben Opfer der Gestapo / Deutschlands schändlichste Zeit, 1933–1945“) ist die Grabplatte eines Grabes, in welchem man am 3. Juni 1945 die auf dem Gelände des Klingelpütz entdeckten 7 Leichen begrub. Die Einweihung mit einer Feierstunde am fand am selben Tag mit 1.500 Zuschauern statt. Am Rand eines Karrees aus Steinplatten stellt eine am 22. Mai 1959 enthüllte Bronzeplastik „Frau mit dem toten Kind“ eine Mutter mit ihrem toten Kind dar, die vom Niederländer Marie Andriessen stammt. Sie ist der zweite Abguss von einer aus sechs Figuren bestehenden Figurengruppe, die Andriessen zwischen 1946 und 1953 für Enschede schuf und die dort 1953 zur Erinnerung an die Befreiung von der deutschen Besatzung aufgestellt wurde. Im Niederländischen trug die Skulptur ursprünglich den Namen Bombenkriegsopfer (niederländisch „Bomslachtoffer“).
Seit dem 1. Juli 1980 steht der Hansaplatz unter Denkmalschutz. Bereits in der 1983 durchgeführten Biotopkartierung Kölns wurde der Stadtmauerrest am Hansaplatz als schutzwürdiges Habitat aufgenommen.

## Lage
Der Hansapark wird im Westen durch den Hansaring, im Norden durch die Adolf-Fischer-Straße, im Osten durch den Gereonswall und im Süden durch den Kümpchenshof begrenzt. Seine Verlängerung bilden der Klingelpütz und der Klingelpützpark. Zusammen mit dem Klingelpützpark hat der Hansapark eine herausragende Bedeutung im Freiraumgefüge der Kölner Innenstadt. Am Hansaplatz und am Kaiser-Wilhelm-Ring ist der Ring 114 Meter breit, sonst durchschnittlich 32 Meter. Die Stadtbahn Köln bedient den Hansaplatz mit den nahegelegenen U-Bahnhöfen Christophstraße/Mediapark und U-Bahnhof Hansaring.